# Miriatra producta
Miriatra producta är en insektsart som först beskrevs av Bolívar, I. 1887.  Miriatra producta ingår i släktet Miriatra och familjen torngräshoppor. Inga underarter finns listade i Catalogue of Life.